# Balls to the Wall (сингл)
«Balls to the Wall» (укр. На всі сто) — пісня німецького хеві-метал гурту Accept. Вона була випущена як головний сингл з однойменного студійного альбому 1983 року. Гімновий заголовний трек є найвідомішою піснею альбому і швидко став візитною карткою Accept. Було знято супровідне музичне відео, яке транслювалося на MTV.

## Опис
За спогадами Діркшнайдера, Штефан Кауфманн склав основний риф пісні та приспів. Потім хтось підказав, як співати куплет. Однієї з ночей Діркшнайдер і Кауфманн сиділи в студії і намагалися щось зробити із задумки. Сильно напившись алкоголю, Діркшнайдер, за його словами, випадково заспівав куплет, і він вийшов таким, яким є. Пізніше з'явився і текст, і текст приспіву у вигляді «Balls to the Wall» (за словами Вольфа Гоффманна, ці рядки були взяті з блокнота Габі Гауке, менеджера гурту, куди вона заносила всякі цікаві англіцизми).

Відповідаючи на запитання про зміст пісні, соло-гітарист Вольф Гоффманн сказав:
"Ми завжди цікавилися політикою, правами людини і тому подібними речами, тому багато текстів, які ми писали в ті дні, і до самого кінця, стосувалися прав людини, наприклад, і це дійсно те, про що йдеться у «Balls To The Wall». "Одного дня закатовані встануть і надеруть комусь дупу!".

## Кліп
Відеокліп був знятий у січні 1984 року в Лондоні. Він складається з кадрів виконання пісні на сцені, які чергуються зі сценами руйнівної кулі, що валить годинникову вежу, і сценами, де фанати гурту б'ються головами об стіну вежі. Пізніше, під час наростання фінального приспіву, фанати проходять крізь уламки вежі і, ймовірно, прямують до сцени, де виступає гурт. Наприкінці відео вокаліст Удо Діркшнайдер врізається у вежу і вибиває вхідні двері будівлі, на якій вона стоїть. Коли він обговорював цю сцену з сайтом songfacts.com, Діркшнайдер пояснив, що він боявся кататись на кулі через холодні, зимові умови в день зйомок, але врешті-решт вирішив це зробити: 
"У Лондоні, біля аеропорту, було дуже холодно,і особливо, коли мені довелося наступити на цей м'яч-руйнівник. Я сказав: "Будь ласка, ні, я не хочу цього робити!". Але, зрештою, я був молодий, тому сказав: "Гаразд, поїхали". Але було холодно, як у пеклі".
Пісня також була відредагована для відео: соло на гітарі та розмовний бридж Діркшнайдера були видалені. Відеомонтаж пісні триває чотири хвилини і двадцять вісім секунд, тоді як альбомна версія - п'ять хвилин і сорок чотири секунди.

## Сингл
| #  | Назва                              | Тривалість |
| -- | ---------------------------------- | ---------- |
| 1. | «Balls to the Wall»                | 5:44       |
| 2. | «Losing More Than You've Ever Had» | 5:04       |

## Склад
- Удо Діркшнайдер — вокал
- Вольф Гоффманн — гітара
- Петер Балтес — бас-гітара
- Герман Франк — гітара
- Штефан Кауфманн — ударні